# Telchinia semivitrea
Telchinia semivitrea is een vlinder uit de familie van de Nymphalidae. De wetenschappelijke naam van de soort is voor het eerst gepubliceerd in 1895 door Per Olof Christopher Aurivillius.

## Verspreiding
De soort komt voor in Kameroen, Gabon, Congo-Kinshasa, Oeganda, West-Kenia, Noordwest-Tanzania en Noordwest-Zambia.

## Waardplanten
De rups leeft op Scepocarpus trinervis (Urticaceae).